# Boorspons
De boorspons (Cliona celata) is een in zee levende sponssoort uit de familie Clionidae behorende tot de Demospongiae.
DNA-onderzoek heeft uitgewezen dat bij Cliona celata mogelijk sprake is van een complex van 'sibling species'.

## Beschrijving

### Dier
De spons heeft een borende levenswijze en kan daarbij enkele centimeters diep het substraat binnen dringen. De gaten zelf hebben een ronde doorsnede en kunnen een diameter hebben van enkele (vaak ongeveer 5) millimeters. De boorgaten kunnen elkaar raken waardoor een soort galerij ontstaat waarin slechts enkele geperforeerde wanden van het oorspronkelijke substraat overblijven. Het hele stelsel van onderling verbonden ruimtes wordt door het sponslichaam gevuld. Het grootste deel van de spons bevindt zich binnenin deze ruimte, slechts een klein deel is aan het oppervlak zichtbaar. Dit zichtbare deel heeft een honingraatstructuur met zeefvormige in- en uitstroomopeningen en is goudgeel, maar heel soms oranje.

### Habitat en leefwijze
Deze boorspons wordt aangetroffen vanaf de lagere getijdenzone tot een waterdiepte van meer dan 100 m. De soort wordt zelden uit dieper water gemeld maar 200 meter komt voor.
De soort leeft in helder zeewater en verdraagt geen bodems met een hoog slibgehalte. Vanwege de borende leefwijze heeft de spons een hard substraat nodig wat kan bestaan uit zachte kalksteen en verlaten schelpen van weekdieren, koraal wordt ook gemeld.
Waterverontreiniging en veel slib in suspensie worden niet verdragen.
Er bestaat een betrekkelijke tolerantie ten opzichte van het zoutgehalte, echter waarden lager dan 10 à 15‰ (totaal zoutgehalte) worden niet overleefd en waarden bij 20-25‰ lijken optimaal.
De boorspons is 'overblijvend', dat wil zeggen leeft tijdens alle seizoenen en maakt niet elk jaar tijdens bijvoorbeeld het winterseizoen een ruststadium aan. De groeisnelheid is temperatuursafhankelijk: bij hogere temperatuur treedt snellere groei op. Individuen kunnen vrij groot worden. Maximale individuele grootten zijn opgegeven van 100 cm doorsnede en 50 cm hoog (dik). Individuen die dicht bij elkaar leven en tegen elkaar aan groeien, kunnen 'fuseren' tot één individu.

### Areaal
De spons komt wereldwijd voor.

### Recent voorkomen
De boorspons leeft in Nederland in de Oosterschelde maar ook in de Waddenzee en Noordzee.

### Fossiel voorkomen
Boorgaten van boorspons-soorten zijn in het Noordzeegebied bekend uit kalkstenen en schelpen uit het Kwartair en het Plioceen. Hoewel vaak wordt aangenomen dat het om Cliona celata gaat, is dat niet met zekerheid bekend. Boorgaten worden het meest gevonden in schelpen van oestersoorten. Dat heeft te maken met de schelpdikte en waarschijnlijk ook met overeenkomende ecologische eisen.

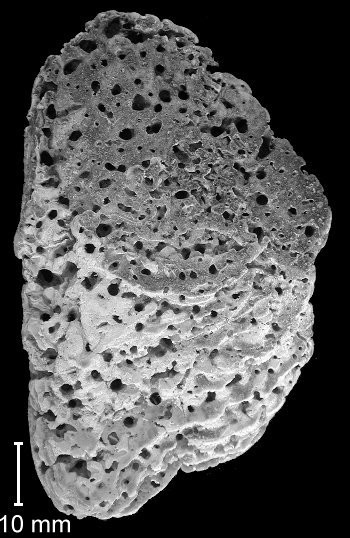
Cliona celata, boorgaten in Ostrea edulis uit het Eemien (Ondergrond Amsterdam)
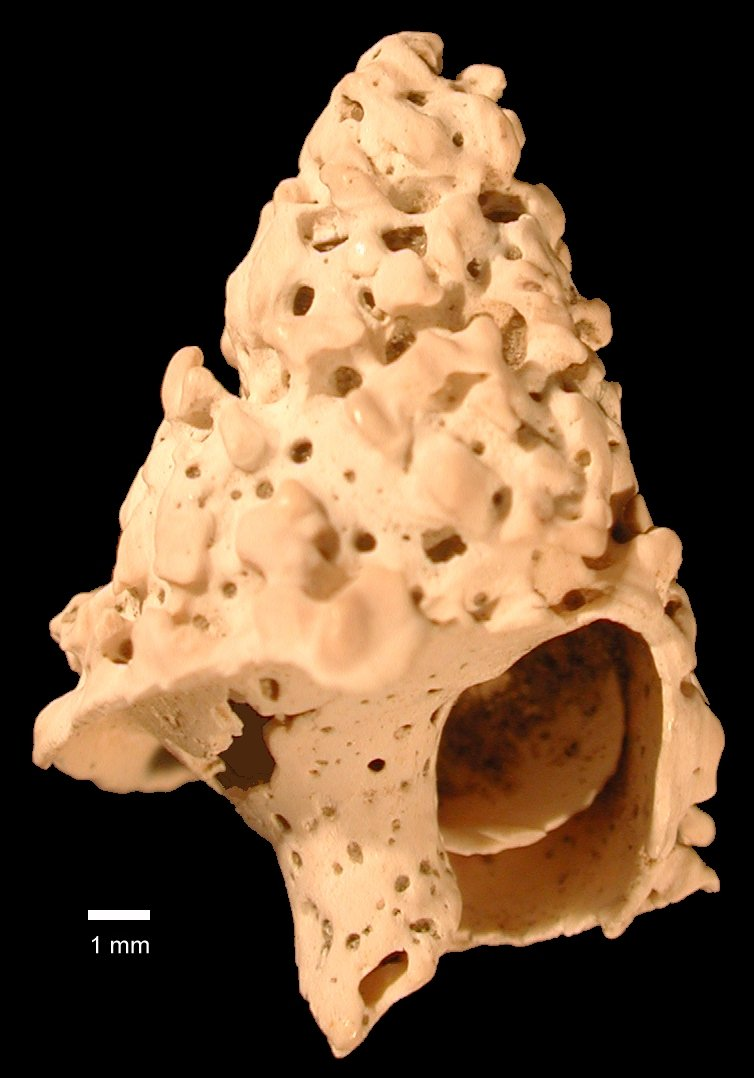
Cliona celata, boorgaten in Nassarius reticulatus uit het Eemien (Ondergrond Amsterdam)